# Ievgueni Kàfelnikov
Ievgueni Aleksàndrovitx Kàfelnikov (en rus: Евгений Александрович Кафельников) (Sotxi, Unió Soviètica, 18 de febrer de 1974) és un exjugador professional de tennis rus.
Va participar, als 26 anys, en els Jocs Olímpics d'Estiu del 2000 realitzats a Sydney (Austràlia), on aconseguí guanyar la medalla d'or en la prova individual masculina i finalitzà novè en la prova masculina de dobles al costat de Marat Safin. També guanyar dos títols de Grand Slam individuals (Roland Garros 1996, Open d'Austràlia 1999) i quatre en dobles, i va participar en l'equip rus que es va imposar en la Copa Davis 2002. És el darrer tennista masculí que va guanyar els títols individual i dobles en la mateixa edició d'un Grand Slam (Roland Garros 1996).

## Torneigs de Grand Slam

### Individuals: 3 (2−1)
| Resultat  | Núm. | Any  | Campionat        | Oponent        | Marcador              |
| --------- | ---- | ---- | ---------------- | -------------- | --------------------- |
| Guanyador | 1.   | 1996 | Roland Garros    | Michael Stich  | 7−6(4), 7−5, 7−6(4)   |
| Guanyador | 2.   | 1999 | Open d'Austràlia | Thomas Enqvist | 4−6, 6−0, 6−3, 7−6(1) |
| Finalista | 1.   | 2000 | Open d'Austràlia | Andre Agassi   | 6−3, 3−6, 2−6, 4−6    |

### Dobles masculins: 5 (4−1)
| Resultat  | Núm. | Any  | Campionat         | Parella       | Oponents                       | Marcador         |
| --------- | ---- | ---- | ----------------- | ------------- | ------------------------------ | ---------------- |
| Guanyador | 1.   | 1996 | Roland Garros     | Daniel Vacek  | Jakob Hlasek Guy Forget        | 6−2, 6−3         |
| Guanyador | 2.   | 1997 | Roland Garros (2) | Daniel Vacek  | Mark Woodforde Todd Woodbridge | 7−6(1), 4−6, 6−3 |
| Guanyador | 3.   | 1997 | US Open           | Daniel Vacek  | Jonas Björkman Nicklas Kulti   | 7−6(8), 6−3      |
| Guanyador | 4.   | 2002 | Roland Garros (3) | Paul Haarhuis | Mark Knowles Daniel Nestor     | 7−5, 6−4         |
| Finalista | 1.   | 2003 | Roland Garros     | Paul Haarhuis | Bob Bryan Mike Bryan           | 6−7(3), 3−6      |

## Jocs Olímpics

### Individual
| Any  | Campionat                        | Oponent    | Resultat                   |
| ---- | -------------------------------- | ---------- | -------------------------- |
| 2000 | Jocs Olímpics, Sydney, Austràlia | Tommy Haas | 7−6(4), 3−6, 6−2, 4−6, 6−3 |

## Palmarès

### Individual: 46 (26−20)
| Llegenda (pre/post 2009)                                 |
| -------------------------------------------------------- |
| Grand Slams (2−1)                                        |
| Jocs Olímpics Or (1)                                     |
| Tennis Masters Cup / ATP Finals (0−1)                    |
| ATP Masters Series / ATP World Tour Masters 1000 (0−5)   |
| ATP International Series Gold / ATP World Tour 500 (4−3) |
| ATP International Series / ATP World Tour 250 (19−10)    |

| Títols per superfície |
| --------------------- |
| Dura (9−10)           |
| Gespa (3−1)           |
| Terra batuda (3−3)    |
| Moqueta (11−6)        |

| Resultat  | Núm. | Data                   | Torneig                                | Superfície   | Oponent            | Marcador                   |
| --------- | ---- | ---------------------- | -------------------------------------- | ------------ | ------------------ | -------------------------- |
| Guanyador | 1.   | 10 de gener de 1994    | Adelaida, Austràlia                    | Dura         | Aleksandr Vólkov   | 6−4, 6−3                   |
| Guanyador | 2.   | 7 de març de 1994      | Copenhaguen, Dinamarca                 | Moqueta (i)  | Daniel Vacek       | 6−3, 7−5                   |
| Finalista | 1.   | 9 de maig de 1994      | Hamburg, Alemanya                      | Terra batuda | Andrí Medvèdev     | 4−6, 4−6, 6−3, 3−6         |
| Guanyador | 3.   | 29 d'agost de 1994     | Long Island, Estats Units              | Dura         | Cedric Pioline     | 5−7, 6−1, 6−2              |
| Guanyador | 4.   | 20 de febrer de 1995   | Milà, Itàlia                           | Moqueta (i)  | Boris Becker       | 7−5, 5−7, 7−6(6)           |
| Guanyador | 5.   | 27 de març de 1995     | Sant Petersburg, Rússia                | Moqueta (i)  | Guillaume Raoux    | 6−2, 6−2                   |
| Finalista | 2.   | 24 d'abril de 1995     | Niça, França                           | Terra batuda | Marc Rosset        | 4−6, 0−6                   |
| Guanyador | 6.   | 17 de juliol de 1995   | Gstaad, Suïssa                         | Terra batuda | Jakob Hlasek       | 6−3, 6−4, 3−6, 6−3         |
| Guanyador | 7.   | 28 d'agost de 1995     | Long Island (2)                        | Dura         | Jan Siemerink      | 7−6, 6−2                   |
| Guanyador | 8.   | 8 de gener de 1996     | Adelaida (2)                           | Dura         | Byron Black        | 7−6, 3−6, 6−1              |
| Finalista | 3.   | 11 de març de 1996     | Rotterdam, Països Baixos               | Moqueta (i)  | Goran Ivanišević   | 4−6, 6−3, 3−6              |
| Finalista | 4.   | 1 d'abril de 1996      | Sant Petersburg                        | Moqueta (i)  | Magnus Gustafsson  | 2−6, 6−7(4)                |
| Guanyador | 9.   | 6 de maig de 1996      | Praga, República Txeca                 | Terra batuda | Bohdan Ulihrach    | 7−5, 1−6, 6−3              |
| Guanyador | 10.  | 10 de juny de 1996     | Roland Garros, França                  | Terra batuda | Michael Stich      | 7−6(4), 7−5, 7−6(4)        |
| Finalista | 5.   | 24 de juny de 1996     | Halle, Alemanya                        | Gespa        | Nicklas Kulti      | 7−6(5), 3−6, 4−6           |
| Finalista | 6.   | 22 de juliol de 1996   | Stuttgart, Alemanya                    | Terra batuda | Thomas Muster      | 2−6, 2−6, 4−6              |
| Guanyador | 11.  | 7 d'octubre de 1996    | Lió, França                            | Moqueta (i)  | Arnaud Boetsch     | 7−5, 6−3                   |
| Finalista | 7.   | 4 de novembre de 1996  | París, França                          | Moqueta (i)  | Thomas Enqvist     | 2−6, 4−6, 5−7              |
| Finalista | 8.   | 11 de novembre de 1996 | Moscou, Rússia                         | Moqueta (i)  | Goran Ivanišević   | 6−3, 1−6, 3−6              |
| Guanyador | 12.  | 16 de juny de 1997     | Halle                                  | Gespa        | Petr Korda         | 7−6(2), 6−7(5), 7−6(7)     |
| Guanyador | 13.  | 18 d'agost de 1997     | New Haven, Estats Units                | Dura         | Patrick Rafter     | 7−6(4), 6−4                |
| Guanyador | 14.  | 10 de novembre de 1997 | Moscou                                 | Moqueta (i)  | Petr Korda         | 7−6(2), 6−4                |
| Finalista | 9.   | 17 de novembre de 1997 | Tennis Masters Cup, Hannover, Alemanya | Dura         | Pete Sampras       | 3−6, 2−6, 2−6              |
| Finalista | 10.  | 9 de febrer de 1998    | Marsella, França                       | Dura (i)     | Thomas Enqvist     | 4−6, 1−6                   |
| Guanyador | 15.  | 2 de març de 1998      | Londres, Regne Unit                    | Moqueta (i)  | Cedric Pioline     | 7−5, 6−4                   |
| Guanyador | 16.  | 15 de juny de 1998     | Halle (2)                              | Gespa        | Magnus Larsson     | 6−4, 6−4                   |
| Finalista | 11.  | 21 de setembre de 1998 | Taixkent, Uzbekistan                   | Dura         | Tim Henman         | 5−7, 4−6                   |
| Finalista | 12.  | 2 de novembre de 1998  | Stuttgart, Alemanya                    | Dura (i)     | Richard Krajicek   | 4−6, 3−6, 3−6              |
| Guanyador | 17.  | 16 de novembre de 1998 | Moscou (2)                             | Moqueta (i)  | Goran Ivanišević   | 7−6(2), 7−6(5)             |
| Guanyador | 18.  | 1 de febrer de 1999    | Obert d'Austràlia, Austràlia           | Dura         | Thomas Enqvist     | 4−6, 6−0, 6−3, 7−6(1)      |
| Guanyador | 19.  | 22 de febrer de 1999   | Rotterdam                              | Moqueta (i)  | Tim Henman         | 6−2, 7−6(3)                |
| Finalista | 13.  | 9 d'agost de 1999      | Mont-real, Canadà                      | Dura         | Thomas Johansson   | 6−1, 3−6, 3−6              |
| Finalista | 14.  | 23 d'agost de 1999     | Washington DC, Estats Units            | Dura         | Andre Agassi       | 6−7(3), 1−6                |
| Guanyador | 20.  | 15 de novembre de 1999 | Moscou (3)                             | Moqueta (i)  | Byron Black        | 7−6(2), 6−4                |
| Finalista | 15.  | 30 de febrer de 2000   | Obert d'Austràlia                      | Dura         | Andre Agassi       | 6−3, 3−6, 2−6, 4−6         |
| Finalista | 16.  | 28 de febrer de 2000   | Londres                                | Dura (i)     | Marc Rosset        | 4−6, 4−6                   |
| Guanyador | 21.  | 28 de setembre de 2000 | Jocs Olímpics, Sydney, Austràlia       | Dura         | Tommy Haas         | 7−6(4), 3−6, 6−2, 4−6, 6−3 |
| Guanyador | 22.  | 30 d'octubre de 2000   | Moscou (4)                             | Moqueta (i)  | David Prinosil     | 6−2, 7−5                   |
| Finalista | 17.  | 27 de novembre de 2000 | Estocolm, Suècia                       | Dura (i)     | Thomas Johansson   | 2−6, 4−6, 4−6              |
| Guanyador | 23.  | 19 d'octubre de 2000   | Marsella                               | Dura         | Sébastien Grosjean | 7−6(5), 6−2                |
| Finalista | 18.  | 17 de setembre de 2001 | Taixkent (2)                           | Dura         | Marat Safin        | 2−6, 2−6                   |
| Guanyador | 24.  | 8 d'octubre de 2001    | Moscou (5)                             | Moqueta (i)  | Nicolas Kiefer     | 6−4, 7−5                   |
| Finalista | 19.  | 5 de novembre de 2001  | París (2)                              | Moqueta      | Sébastien Grosjean | 6−7(3), 1−6, 7−6(5), 4−6   |
| Guanyador | 25.  | 17 de juny de 2002     | Halle (3)                              | Gespa        | Nicolas Kiefer     | 2−6, 6−4, 6−4              |
| Guanyador | 26.  | 16 de setembre de 2002 | Taixkent                               | Dura         | Vladimir Voltchkov | 7−6(6), 7−5                |
| Finalista | 20.  | 3 de febrer de 2003    | Milà                                   | Moqueta      | Martin Verkerk     | 4−6, 7−5, 5−7              |

### Dobles masculins: 41 (27−14)
| Llegenda (pre/post 2009)                                 |
| -------------------------------------------------------- |
| Grand Slams (4−1)                                        |
| Tennis Masters Cup / ATP Finals (0−0)                    |
| ATP Masters Series / ATP World Tour Masters 1000 (7−4)   |
| ATP International Series Gold / ATP World Tour 500 (6−4) |
| ATP International Series / ATP World Tour 250 (10−5)     |

| Títols per superfície |
| --------------------- |
| Dura (9−1)            |
| Gespa (0−2)           |
| Terra batuda (13−5)   |
| Moqueta (5−6)         |

| Resultat  | Núm. | Data                   | Torneig                    | Superfície   | Parella          | Oponents                          | Marcador         |
| --------- | ---- | ---------------------- | -------------------------- | ------------ | ---------------- | --------------------------------- | ---------------- |
| Finalista | 1.   | 7 de febrer de 1994    | Marsella, França           | Moqueta      | Martin Damm      | Jan Siemerink Daniel Vacek        | 7−6, 4−6, 1−6    |
| Guanyador | 1.   | 11 d'abril de 1994     | Barcelona, Espanya         | Terra batuda | David Rikl       | Jim Courier Javier Sánchez        | 5−7, 6−1, 6−4    |
| Finalista | 2.   | 25 d'abril de 1994     | Montecarlo, Mònaco         | Terra batuda | Daniel Vacek     | Nicklas Kulti Magnus Larsson      | 6−3, 6−7, 4−6    |
| Guanyador | 2.   | 2 de maig de 1994      | Múnic, Alemanya            | Terra batuda | David Rikl       | Boris Becker Petr Korda           | 7−6, 7−5         |
| Guanyador | 3.   | 16 de maig de 1994     | Roma, Itàlia               | Terra batuda | David Rikl       | Wayne Ferreira Javier Sánchez     | 6−1, 7−5         |
| Guanyador | 4.   | 24 d'octubre de 1994   | Lió, França                | Moqueta      | Jakob Hlasek     | Martin Damm Patrick Rafter        | 6−7, 7−6, 7−6    |
| Finalista | 3.   | 27 de març de 1995     | Sant Petersburg, Rússia    | Moqueta      | Jakob Hlasek     | Martin Damm Anders Järryd         | 4−6, 2−6         |
| Guanyador | 5.   | 10 d'abril de 1995     | Estoril, Portugal          | Terra batuda | Andrei Olkhovski | Marc-Kevin Goellner Diego Nargiso | 5−7, 7−5, 6−2    |
| Guanyador | 6.   | 15 de maig de 1995     | Hamburg, Alemanya          | Terra batuda | Wayne Ferreira   | Byron Black Andrei Olkhovski      | 6−1, 7−6         |
| Finalista | 4.   | 26 de juny de 1995     | Halle, Alemanya            | Gespa        | Andrei Olkhovski | Jacco Eltingh Paul Haarhuis       | 2−6, 6−3, 3−6    |
| Guanyador | 7.   | 31 de juliol de 1995   | Mont-real, Canadà          | Dura         | Andrei Olkhovski | Brian MacPhie Sandon Stolle       | 6−2, 6−2         |
| Guanyador | 8.   | 23 d'octubre de 1995   | Lió (2)                    | Moqueta      | Jakob Hlasek     | J-L. de Jager Wayne Ferreira      | 6−3, 6−3         |
| Finalista | 5.   | 26 de febrer de 1996   | Anvers, Bèlgica            | Moqueta      | Menno Oosting    | Jonas Björkman Nicklas Kulti      | 4−6, 4−6         |
| Guanyador | 9.   | 1 d'abril de 1996      | Sant Petersburg            | Moqueta      | Andrei Olkhovski | Nicklas Kulti Peter Nyborg        | 6−3, 6−4         |
| Guanyador | 10.  | 6 de maig de 1996      | Praga, República Txeca     | Terra batuda | Daniel Vacek     | Luis Lobo Javier Sánchez          | 6−3, 6−7, 6−3    |
| Guanyador | 11.  | 6 de juny de 1996      | Roland Garros, França      | Terra batuda | Daniel Vacek     | Jakob Hlasek Guy Forget           | 6−2, 6−3         |
| Finalista | 6.   | 24 de juny de 1996     | Halle (2)                  | Gespa        | Daniel Vacek     | Byron Black Grant Connell         | 1−6, 5−7         |
| Guanyador | 12.  | 30 de setembre de 1996 | Basilea, Suïssa            | Dura (i)     | Daniel Vacek     | David Adams Menno Oosting         | 6−3, 6−4         |
| Guanyador | 13.  | 14 d'octubre de 1996   | Viena, Àustria             | Moqueta      | Daniel Vacek     | Pavel Vízner Menno Oosting        | 7−6, 6−4         |
| Finalista | 7.   | 4 de novembre de 1996  | París, França              | Moqueta      | Daniel Vacek     | Jacco Eltingh Paul Haarhuis       | 4−6, 6−4, 6−7    |
| Guanyador | 14.  | 9 de juny de 1997      | Roland Garros (2)          | Terra batuda | Daniel Vacek     | Todd Woodbridge Mark Woodforde    | 7−6, 4−6, 6−3    |
| Guanyador | 15.  | 14 de juliol de 1997   | Gstaad, Suïssa             | Terra batuda | Daniel Vacek     | Trevor Kronemann David Macpherson | 4−6, 7−6, 6−3    |
| Guanyador | 16.  | 8 de setembre de 1997  | US Open, Estats Units      | Dura         | Daniel Vacek     | Jonas Björkman Nicklas Kulti      | 7−6, 6−3         |
| Guanyador | 17.  | 23 de febrer de 1998   | Anvers                     | Dura         | Wayne Ferreira   | Tomás Carbonell Francisco Roig    | 7−5, 3−6, 6−2    |
| Finalista | 8.   | 2 de març de 1998      | Londres, Regne Unit        | Moqueta      | Daniel Vacek     | Martin Damm Jim Grabb             | 4−6, 5−7         |
| Guanyador | 18.  | 19 d'octubre de 1998   | Viena (2)                  | Moqueta      | Daniel Vacek     | David Adams J-L. de Jager         | 7−5, 6−3         |
| Finalista | 9.   | 16 de novembre de 1998 | Moscou, Rússia             | Moqueta      | Daniel Vacek     | Jared Palmer Jeff Tarango         | 4−6, 7−6, 2−6    |
| Guanyador | 19.  | 19 d'abril de 1999     | Barcelona (2)              | Terra batuda | Paul Haarhuis    | Massimo Bertolini Cristian Brandi | 7−5, 6−3         |
| Finalista | 10.  | 21 de febrer de 2000   | Rotterdam, Països Baixos   | Dura (i)     | Tim Henman       | David Adams J-L. de Jager         | 7−5, 2−6, 3−6    |
| Guanyador | 20.  | 24 d'abril de 2000     | Montecarlo                 | Terra batuda | Wayne Ferreira   | Paul Haarhuis Sandon Stolle       | 6−3, 2−6, 6−1    |
| Finalista | 11.  | 15 de maig de 2000     | Roma                       | Terra batuda | Wayne Ferreira   | Martin Damm Dominik Hrbatý        | 4−6, 6−4, 3−6    |
| Guanyador | 21.  | 16 d'octubre de 2000   | Viena (3)                  | Dura (i)     | Nenad Zimonjić   | Jiří Novák David Rikl             | 6−4, 6−4         |
| Guanyador | 22.  | 19 de març de 2001     | Indian Wells, Estats Units | Dura         | Wayne Ferreira   | Jonas Björkman Todd Woodbridge    | 6−2, 7−5         |
| Guanyador | 23.  | 14 de maig de 2001     | Roma (2)                   | Terra batuda | Wayne Ferreira   | Daniel Nestor Sandon Stolle       | 6−4, 7−6(6)      |
| Guanyador | 24.  | 29 d'octubre de 2001   | Sant Petersburg (2)        | Dura         | Denís Golovànov  | Irakli Labadze Marat Safin        | 7−5, 6−4         |
| Finalista | 12.  | 22 d'abril de 2002     | Montecarlo (2)             | Terra batuda | Paul Haarhuis    | Jonas Björkman Todd Woodbridge    | 3−6, 6−3, [7−10] |
| Guanyador | 25.  | 10 de juny de 2002     | Roland Garros (3)          | Terra batuda | Paul Haarhuis    | Mark Knowles Daniel Nestor        | 7−6, 6−4         |
| Guanyador | 26.  | 17 de març de 2003     | Indian Wells (2)           | Dura         | Wayne Ferreira   | Bob Bryan Mike Bryan              | 3−6, 7−5, 6−4    |
| Finalista | 13.  | 9 de juny de 2003      | Roland Garros              | Terra batuda | Paul Haarhuis    | Bob Bryan Mike Bryan              | 6−7, 3−6         |
| Finalista | 14.  | 21 de juliol de 2003   | Stuttgart (2)              | Terra batuda | Kevin Ullyett    | Tomáš Cibulec Pavel Vízner        | 6−3, 3−6, 4−6    |
| Guanyador | 27.  | 4 d'agost de 2003      | Washington DC              | Dura         | Sargis Sargsian  | Chris Haggard Paul Hanley         | 7−5, 4−6, 6−2    |

### Equips: 3 (1−2)
| Resultat  | Núm. | Data                                   | Torneig                        | Superfície       | Equip                                              | Oponents                                                             | Marcador |
| --------- | ---- | -------------------------------------- | ------------------------------ | ---------------- | -------------------------------------------------- | -------------------------------------------------------------------- | -------- |
| Finalista | 1.   | 2−4 de desembre de 1994                | Copa Davis, Moscou, Rússia     | Moqueta (i)      | Andrey Cherkasov Andrei Olhovskiy Alexander Volkov | Jan Apell Jonas Bjorkman Stefan Edberg Magnus Larsson                | 1−4      |
| Finalista | 2.   | 1−3 de desembre de 1995                | Copa Davis, Moscou, Rússia (2) | Terra batuda (i) | Andrei Chesnokov Andrei Olhovskiy Alexander Volkov | Jim Courier Todd Martin Richey Reneberg Pete Sampras                 | 2−3      |
| Guanyador | 1.   | 29 de novembre − 1 de desembre de 2002 | Copa Davis, París, França      | Terra batuda (i) | Mikhaïl Iujni Marat Safin Andrei Stoliarov         | Nicolas Escude Sebastien Grosjean Paul-Henri Mathieu Fabrice Santoro | 3−2      |

## Trajectòria

### Individual
| Open d'Austràlia | A           | 2R          | QF          | QF | A           | A           | G           | F  | QF          | 2R          | 2R          | 1 / 8  | 28 – 7  |
| Roland Garros | 2R          | 3R          | SF          | G  | QF          | 2R          | 2R          | QF | QF          | 2R          | 2R          | 1 / 11 | 31 – 10 |
| Wimbledon | A           | 3R          | QF          | 1R | 4R          | 1R          | 3R          | 2R | 3R          | 3R          | 1R          | 0 / 10 | 16 – 10 |
| US Open | A           | 4R          | 3R          | A  | 2R          | 4R          | SF          | 3R | SF          | 2R          | 3R          | 0 / 9  | 24 – 9  |
| Jocs Olímpics | No celebrat | No celebrat | No celebrat | A  | No celebrat | No celebrat | No celebrat | G  | No celebrat | No celebrat | No celebrat | 1 / 1  | 6 – 0   |
| Tennis Masters Cup | A           | A           | RR          | RR | F           | RR          | SF          | RR | SF          | A           | A           | 0 / 7  | 11 – 14 |
| Rànquing a final d'any | 102         | 11          | 6           | 3  | 5           | 11          | 2           | 5  | 4           | 27          | 41          |        |         |
| Llegenda: G: Guanyador; F: Finalista; SF: Semifinalista; QF: Quarts de final; Q: Qualificació; A: Absent; RR: Round Robin |             |             |             |    |             |             |             |    |             |             |             |        |         |

### Dobles masculins
| Open d'Austràlia | A           | 1R          | QF          | 3R | A           | A           | QF          | 3R | 3R          | 2R          | 2R          | 0 / 8  | 14 – 8 |
| Roland Garros | A           | 2R          | QF          | G  | G           | 2R          | QF          | QF | 1R          | G           | F           | 3 / 10 | 34 – 7 |
| Wimbledon | A           | SF          | SF          | 3R | 1R          | 3R          | 2R          | A  | A           | 3R          | 2R          | 0 / 8  | 17 – 6 |
| US Open | A           | 1R          | 2R          | A  | G           | 2R          | 1R          | SF | 2R          | 3R          | 1R          | 1 / 9  | 15 – 8 |
| Jocs Olímpics | No celebrat | No celebrat | No celebrat | A  | No celebrat | No celebrat | No celebrat | 2R | No celebrat | No celebrat | No celebrat | 0 / 1  | 1 – 1  |
| Rànquing a final d'any | 156         | 12          | 9           | 5  | 6           | 19          | 46          | 12 | 28          | 15          | 17          |        |        |
| Llegenda: G: Guanyador; F: Finalista; SF: Semifinalista; QF: Quarts de final; Q: Qualificació; A: Absent; RR: Round Robin |             |             |             |    |             |             |             |    |             |             |             |        |        |